# Daily Worker
De Daily Worker was een krant die in New York uitgegeven werd door de Communistische Partij van de Verenigde Staten.

## Verschillende versies
In 1924 werd de krant voor het eerst uitgegeven. De krant werd veel geweerd door krantenkiosken en andere winkels, en zeker tijdens de jaren vijftig, door het mccarthyisme. In 1958 moest de krant stoppen, waardoor het vervangen werd door een weekendblad genaamd The Worker. Deze werd tot 1968 uitgegeven.
In 1968 gaf de CPUSA weer een dagblad uit, genaamd The Daily World. 
In 1986 ging deze weer samen met een ander blad genaamd People's World, en hernoemde het People's Daily World.
In 1991 werd de dagkrant vervangen door een weekblad, waardoor het nu People's Weekly World heet.

## Trivia
- De Britse variant heette eerst ook The Daily Worker, maar verving zijn naam door The Morning Star;
- In een aflevering van Seinfeld (The Race) wordt de krant afgebeeld als een hedendaagse krant.